# 面前
| ウィキペディアには「面前」という見出しの百科事典記事はありません（タイトルに「面前」を含むページの一覧/「面前」で始まるページの一覧）。 代わりにウィクショナリーのページ「面前」が役に立つかもしれません。 |